# Roschtschino (Kaliningrad, Selenogradsk)
Roschtschino (russisch Рощино, deutsch Grünhoff, litauisch Griunhofas) ist ein Ort in der Oblast Kaliningrad innerhalb der Russischen Föderation. Er gehört zur kommunalen Selbstverwaltungseinheit Stadtkreis Selenogradsk im Rajon Selenogradsk.

## Geographische Lage
Roschtschino liegt am Südwestrand des früher so genannten Gallwaldes und ist 14 Kilometer von Selenogradsk (Cranz) und 22 Kilometer von Kaliningrad (Königsberg) entfernt. Durch den Ort verläuft die Regionalstraße 27K-013 (ex A192), und im Norden grenzt der Ort an den Primorskoje Kolzo (Küstenautobahnring). Roschtschino ist Bahnstation an der Bahnstrecke Kaliningrad–Selenogradsk–Pionerski (Königsberg–Cranz–Neukuhren).

## Geschichte
Bereits zu Beginn des 14. Jahrhunderts weideten in der Nähe eines prußischen Heiligtums im Forst Grünhoff Pferde der Ordensritter. Gegen Ende des 14. Jahrhunderts teilte man das Samland in zwei Pflegerbezirke ein, deren einer Sitz Grünhoff war (für den westlichen Teil des Samlandes). Die Ordenshochmeister schätzten die Gegend als Jagdrevier. 1414 wurde erstmals ein Gestüt Grunenhoff urkundlich genannt – mit bis zu 130 Tieren. Erst Kurfürst Friedrich Wilhelm I. hob das neben Ragnit (heute russisch: Neman) größte der 13 ostpreußischen Gestüte 1717 auf. Die Pflegerschaften wandelten sich in der Reformationszeit zu Hauptämtern, doch behielt man die Bezeichnung „Pfleger“ bis ins 17. Jahrhundert hinein bei, als sie vom „Burggrafen“ ersetzt wurde.
Am 13. Juni 1874 wurde das damalige Dorf mit Gut namens Grünhoff namensgebender Ort und Sitz eines Amtsbezirks, der bis 1945 bestand und zum Landkreis Fischhausen (1939 bis 1945 Landkreis Samland) im Regierungsbezirk Königsberg der preußischen Provinz Ostpreußen gehörte. Im Jahre 1893 wurde das Dorf Grünhoff (Königlich Grünhoff in Unterscheidung zum Gut Adlig Grünhoff) der Landgemeinde Pokirren (heute nicht mehr existent) eingegliedert. Am 7. Oktober 1910 wurde das Vorwerk Radnicken (heute russisch: Rodniki) mit dem Abbau Kupzau aus dem Gutsbezirk Grünhoff heraus- und zu einem selbständigen Gutsbezirk umgebildet. Die Einwohnerzahl Grünhoffs im gleichen Jahre betrug 343.
Am 30. September 1928 schlossen sich der Gutsbezirk Grünhoff, die Landgemeinde Pokirren sowie die zum Amtsbezirk Woytnicken (russisch: Wolodino, nicht mehr existent) zugehörige Landgemeinde Schupöhnen (heute russisch: Schumnoje) zur neuen Landgemeinde Grünhoff zusammen. Die Einwohnerzahl belief sich 1933 auf 513 und betrug 1939 noch 471.
Infolge des Zweiten Weltkrieges kam das nördliche Ostpreußen und mit ihm Grünhoff zur Sowjetunion. Der Ort erhielt im Jahr 1947 die russische Bezeichnung Roschtschino und wurde gleichzeitig dem Dorfsowjet Romanowski selski Sowet im Rajon Primorsk zugeordnet. Später gelangte der Ort in den Wischnjowski selski Sowet. Von 2005 bis 2015 gehörte Roschtschino zur Landgemeinde Kowrowskoje selskoje posselenije und seither zum Stadtkreis Selenogradsk.

### Amtsbezirk Grünhoff (1874–1945)
Mehr als 70 Jahre war Grünhoff Amtsdorf eines Bezirkes, in den mehrere Dörfer eingegliedert waren und der sich 1930 um zwei weitere erweiterte:
| Name                      | Russischer Name | Bemerkungen                                          |
| ------------------------- | --------------- | ---------------------------------------------------- |
| LG Grünhoff (Königlich ~) | Roschtschino    | 1893 in die Landgemeinde Pokirren eingegliedert      |
| GB Grünhoff (Adlig ~)     | Roschtschino    | 1928 in die neue Landgemeinde Grünhoff eingegliedert |
| GB Pokirren               |                 | 1928 in die neue Landgemeinde Grünhoff eingegliedert |
| ab 1930: LG Eisseln       | Beregowoje      | (vorher Amtsbezirk Pobethen)                         |
| ab 1930: LG Michelau      | Kamenka         | (vorher Amtsbezirk Michelau)                         |

(LG = Landgemeinde, GB = Gutsbezirk)
Am 1. Januar 1945 gehörten aufgrund der Umstrukturierungen noch die drei Gemeinden Eisseln, Grünhoff und Michelau zum Amtsbezirk Grünhoff.

## Schloss Grünhoff

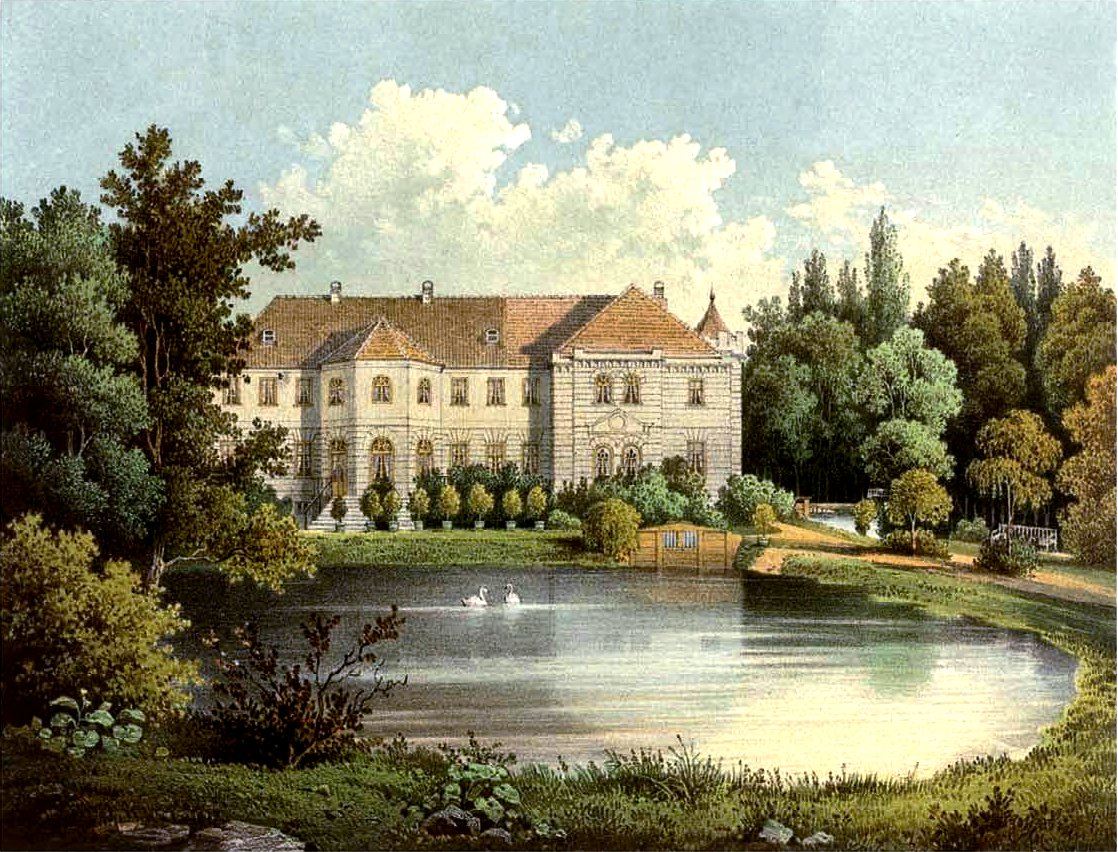
Das Schloss Grünhoff um 1860 (Sammlung Alexander Duncker)

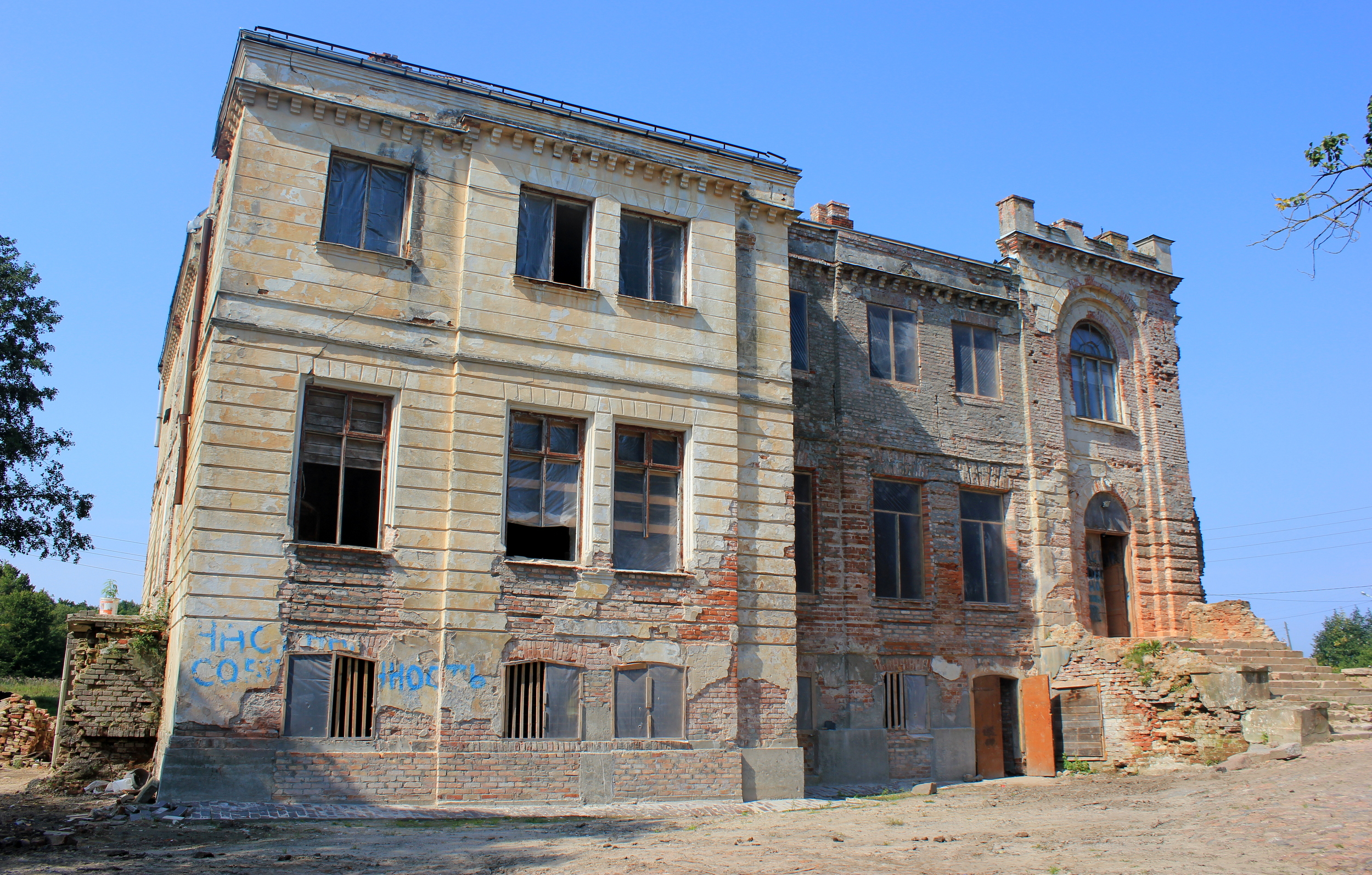
Zustand des Schlosses im August 2016

Ursprünglich gab es in Grünhoff ein Ordenshaus, über das jedoch keine Überlieferungen vorliegen. Zwischen 1623 und 1644 wurde ein Jagdschloss erwähnt, das von den Brandenburger Kurfürsten Georg Wilhelm und Friedrich Wilhelm (dem „Großen Kurfürsten“) genutzt wurde.
Gegen Ende des 17. Jahrhunderts ließ der brandenburgische Kurfürst und preußische Herzog Friedrich III. (später König Friedrich I.) in Grünhoff ein Schloss errichten. Den Entwurf lieferte Hofbaumeister Christian Eltester. Es handelte sich um einen einstöckigen Bau mit ovalem Gartensaal. 1850/54 gestaltete Baumeister Mohr aus Königsberg den Bau spätklassizistisch um. Dabei setzte man einen Treppenturm an, stockte ein Obergeschoss auf und fügte einen asymmetrischen Seitenflügel hinzu.
Im Jahre 1815 wurde Grünhoff mit den Vorwerken Radnicken (heute russisch: Rodniki), Kupzau (nicht mehr existent) und Nautzau (Kowrowo) als königliche Schenkung dem General Friedrich Wilhelm Graf Bülow von Dennewitz vermacht. Das Areal umfasste damals 8.700 Morgen, darunter 2.900 Morgen Wald und 700 Morgen Wiesen. Die nachfolgenden Gutsherren der Familie waren Albert Graf Bülow von Dennewitz, Curd Graf Bülow, zuletzt dessen Enkel Friedrich-Wilhelm Graf Bülow, der nach 1945 mit seiner Ehefrau Elisabeth, geb. Kleinschmidt, in Baden-Baden lebte.
Schloss Grünhoff hat den Zweiten Weltkrieg überdauert. Heute ist das Gebäude jedoch in ruinösem Zustand. Nach einem Besitzerwechsel 2015 wurden Sanierungsarbeiten in Angriff genommen.

## Kirche
Mehrheitlich war die Bevölkerung Grünhoffs vor 1945 evangelischer Konfession. Das Dorf war in das Kirchspiel der Dorfkirche Pobethen (heute russisch: Romanowo) eingepfarrt, das zum Kirchenkreis Fischhausen (Primorsk) innerhalb der Kirchenprovinz Ostpreußen der Kirche der Altpreußischen Union gehörte. Heute liegt Roschtschino im Einzugsbereich der in den 1990er Jahren neu entstandenen evangelisch-lutherischen Gemeinde in Selenogradsk (Cranz). Sie ist eine Filialgemeinde der Auferstehungskirche in Kaliningrad (Königsberg) in der Propstei Kaliningrad der Evangelisch-lutherischen Kirche Europäisches Russland.

## Schule
In Grünhoff bestand vor 1945 eine Volksschule.